# Torneio Triangular de Kingston
O Torneio Triangular de Kingston foi um torneio realizado na Jamaica em 1971, que contava com a participação da Seleção local e dos times Chelsea FC e Santos FC, que se sagrou campeão.
O fato curioso é que após o gol de Douglas, na partida final, a torcida invadiu o campo, causando o encerramento da partida.

## Participantes
- Seleção Jamaicana de Futebol
- Chelsea FC
- Santos FC

## Partidas[2][3][4]<[5]
| 31 de janeiro de 1971 | Seleção Jamaicana de Futebol | 1 - 1 | Santos FC | National Stadium                       |
|                       | 87' Allan Cole               |       | 64' Edu   | Público: 32,000 Árbitro: Ocar Lawrence |

Jamaica: Constantine: Barrete, Dawkins, Cameron e Stewart; Scott e Oxford (Ziadie); Allan Cole, Hamilton, Well e Blair (Largio).
Santos: Cejas; Turcão (Oberdan), Ramos Delgado (Paulo), Orlando Lelé e Rildo; Leo Oliveira e Nenê (Picolé); Edu, Douglas, Pelé (Lima) e Abel. Técnico: Antoninho
| 3 de fevereiro de 1971 | Chelsea F.C. | 0 - 1 | Santos FC   | National Stadium                       |
|                        |              |       | 87' Douglas | Público: 33,000 Árbitro: Ocar Lawrence |

Chelsea: Bonetti; McCredie, Sonthers, Lempsey e Ron Harris; Collins e Webb; Weller, Hudson, Hutchinson e Houseman.
Santos: Cejas; Turcão, Ramos Delgado, Marçal e Rildo; Leo Oliveira e Lima; Edu, Douglas, Pelé e Abel (Nenê). Técnico: Antoninho
| Torneio Triangular de Kingston |
| ------------------------------ |
| Santos FCCampeão               |